# Robert Hall (Billardspieler)
Robert „Rob“ Hall (* 1984 in England) ist ein englischer English-Billiards-Spieler. Neben neun englischen Meistertiteln wurde er unter anderem zwei Mal professioneller Vize-Weltmeister und ein Mal Amateur-Vize-Weltmeister.

## Karriere
Hall wurde 1984 geboren. Seine Familie betreibt in Norton Disney in Lincolnshire ein Hotel inklusive eines Konferenzzentrums. In diesen Betrieb stieg Hall später als Erwachsener ein. Laut eigener Angabe begann er mit dem Billard als Vierzehnjähriger über ein Trainingsprogramm für Kinder. Zunächst spielte er Snooker, nach einigen Monaten schwenkte er aber aufs English Billiards um, das er danach sehr intensiv trainierte. Mit nicht einmal 20 Jahren wurde er 2003 zu den an meisten aufstrebenden Amateuren des Sportes gezählt. Bereits 2008 erreichte er das Finale der English Amateur Billiards Championship, verlor aber noch. Zwei weitere Finalniederlage folgten 2009 und 2011. Zwischenzeitlich begann Hall, intensiv auf der Profitour zu spielen. Bereits 2010 gewann er mit den Jersey Open erstmals ein Profiturnier.
Nachdem Hall 2012 erstmals die English Amateur Billiards Championship der EABA gewonnen hatte, folgten bei diesem Turnier ab 2014 sechs weitere Titel in Folge. Zwei weitere Titel gewann er beim Konkurrenzturnier der EPSB. In dieser Zeit feierte er auch als Profispieler große Erfolge. Sowohl 2014 als auch 2015 war er Finalist der professionellen English-Billiards-Weltmeisterschaft, 2017 stand er auch im Finale der IBSF World Billiards Championship. 2016 gewann er mit den UK Open mit das wichtigste English-Billiards-Turnier nach der Weltmeisterschaft. Seit 2010 ist Hall von daher auch konstant in den Top 4 der Weltrangliste zu finden. Seine Rekordplatzierung war Platz 2 während der Saison 2012/13, danach war er über Spielzeiten hinweg Drittplatzierter hinter David Causier und Peter Gilchrist.

## Erfolge
Eine weitgehend vollständige Übersicht über die Erfolge Robert Halls befindet sich auf dieser Seite. Die nachfolgende Darstellung gibt einen Überblick über Halls Finalteilnahmen bei Weltmeisterschaften.
| Ausgang | Jahr | Turnier                                      | Finalgegner   | Ergebnis  |
| ------- | ---- | -------------------------------------------- | ------------- | --------- |
| Zweiter | 2014 | English-Billiards-Weltmeisterschaft (Zeit)   | Pankaj Advani | 893:1928  |
| Zweiter | 2015 | English-Billiards-Weltmeisterschaft (150-Up) | David Causier | 1:6       |
| Zweiter | 2017 | IBSF World Billiards Championship (Long-Up)  | Mike Russell  | 1284:1500 |